# Lepanthopsis hirtzii
Lepanthopsis hirtzii är en orkidéart som beskrevs av Carlyle August Luer. Lepanthopsis hirtzii ingår i släktet Lepanthopsis och familjen orkidéer. Inga underarter finns listade i Catalogue of Life.